# Red Faction II
Red Faction II (En español Facción Roja II) es un videojuego perteneciente al género de disparos en primera persona desarrollado por la empresa Volition, Inc. y publicado por THQ el 15 de octubre de 2002 para las consolas PlayStation 2, GameCube, Xbox y para Microsoft Windows. Red Faction II no es compatible como un juego en red, pero ofrece algunos juegos de estilo multijugador con "bots".
Lance Henriksen representa la voz del jefe de escuadra, Molov y Jason Statham le pone voz al experto en vehículos, Alcaudón.

## Argumento
En el planeta Marte en el año 2080, cinco años después de los eventos de Red Faction, la nanotecnología desarrollada por Axel Capek, el científico jefe de la Corporación Ultor antes de su caída, ha sido reclamada por la Fuerza de Defensa de la Tierra (EDF). Con esta tecnología, el FED comienza una reorganización de la Corporación Ultor con un enfoque particular en mejoras a supersoldados y armamento adecuado. Sin embargo, la investigación que hizo Capek en sus laboratorios ha sido en consecuencia robada por otros grupos militantes y organizaciones terroristas bastante surtidas. Esto se ha prolongado durante años; la investigación ha cambiado de manos en el mundo del hampa muchas veces. El jugador se presenta a su papel como un experto en explosivos (con nombre código "Alias") mientras se embarca en una misión especial de operaciones para reclamar los datos de la investigación de la República de la Commonwealth.
Finalmente, la investigación se afirma con éxito por las fuerzas de élite de Victor Sopot, Canciller de la distópica estado militar conocido como La Mancomunidad. Sopot utiliza la nanotecnología para mejorar sus fuerzas militares ya formidables, y con éxito crea los primeros supersoldados con los datos de la investigación. Sin embargo, temiendo el potencial de sus nuevos supersoldados, ordena a todos a ser perseguidos, ejecutados, y reemplazados por horrores mucho menos inteligentes, mutados conocidos como "El procesado". Colectivamente traicionado por su líder, equipo del jugador huye subterránea y aliarse con la facción roja como mercenarios. La Red Faction en este punto de la historia es un movimiento de resistencia organizada que se opone firmemente a la regla de Sopot y los principios políticos sesgados de la Commonwealth. El equipo finalmente persigue Sopot y neutraliza toda la oposición en su camino como el Red Faction lleva el conflicto a las calles en un levantamiento conjunta contra el imperio de la Commonwealth. Durante las etapas iniciales del juego, la Facción Roja y el escuadrón apoyan mutuamente, ya que superar objetivos compartidos tales como sabotear instalaciones de propaganda. El levantamiento culmina en la captura con éxito Sopot en su silo de misiles y ejecutarlo.
Alias regresa a la improvisada base de operaciones solo para descubrir que todos los miembros de la resistencia Red Faction presentes han sido sacrificados brutalmente. El líder del escuadrón, Molov, comenta que con Sopot muerto y con la investigación de la nanotecnología en su poder, las fuerzas militares de la Commonwealth han comprometido voluntariamente la lealtad a ellos. Declara Alias y Tánger, un compañero squadmember, se convierten en enemigos del Estado para apoyar a la Red Faction. Tánger ayuda a Alias a escapar, y poco después de huir de la seguridad, Alias le presta ayuda a los miembros sobrevivientes de la Red Faction que se defienden a sí mismos de que no son enemigo. Alias y Echo, otro squadmember, se reúnen en un lugar secreto para discutir una estrategia alternativa para detener a Molov, y Echo es asesinado en acción durante un tiroteo en la canilla, un ex squadmember. Tánger radios Alias poco después, y los dos están de acuerdo para cerrar el laboratorio de nanotecnología requisado de Molov situado dentro de la estatua colosal de Sopot. Dentro del laboratorio, Alias triunfa sobre Repta, ex squadmember, y destruye los generadores de energía del laboratorio de nanotecnología. Los explosivos de Alias debilitan la base de la estatua y la hacen inestable. Alias encuentra a Repta de nuevo y una vez más triunfa sobre él, haciendo que el campo de la energía dentro de Repta para alcanzar la masa crítica.
Alias y Tánger tienen éxito, y Molov, que está escalando la estatua de Sopot con la célula de la nanotecnología - llega a la culminación de la investigación de Capek - y la extracción de la espera del Alcaudón, subordinado de Molov. Alcaudón traiciona a su oficial al mando, y Tánger logra recuperar la célula de nanotecnología en posesión de Molov. Molov, desesperado por eliminar a sus enemigos, sube a bordo de una armadura de combate cercana y lanza un asalto frenético contra Alias. Utilizando el entorno destructible a su favor, Alias logra evadir el fuego de Molov y lanza un contraataque que no solo mata a Molov, sino que también destruye la estatua. A medida que la estatua se desmorona, Alcaudón se abalanza con su arte cierre apoyo aéreo para extraer Alias. Desde este punto, la historia termina en una de cuatro formas posibles, en función de la puntuación del jugador Heroles.

## Multijugador
Red Faction II cuenta con un modo multijugador local. Deathmatch, Bagman, Arena (todo disponible con una persona o el juego en equipo), Captura la Bandera, y "Régimen" (un modo desbloqueable equivalente a Bagman) se pueden reproducir a través de una selección de alrededor de 40 niveles, cada uno con paredes destructibles. Cada modo de juego, excepto Capturar la bandera tiene el mismo escenario; Capturar la Bandera tiene otra serie de niveles dedicados a ella.
Los jugadores también pueden crear sus propios robots. Motores de búsqueda, al igual que los jugadores humanos, son capaces de mantener las estadísticas relativas a la jugabilidad. Los Motores de búsqueda ayudan a obtener más puntos de estadísticas en su lucha contra grupos en el modo multijugador, que permite al jugador mejorar sus habilidades ya que se utilizan. Estas estadísticas incluyen la salud, daños, agilidad y precisión. También hay otras dos estadísticas relacionadas con su modo de juego: La Tendencia a Acampar y agresividad.

## Secuela
Una secuela llamada Red Faction: Guerrilla, fue lanzada en el año 2009 para la PlayStation 3, Xbox 360 y Microsoft Windows.

## Recepción
La campaña corta de Red Faction II, y la falta de modo multijugador en línea fueron criticadas por muchos. Las Características reseñables incluyen dos de las armas, un gran modo multijugador de pantalla dividida, y gráficos mejorados. GameSpot a galardonado al juego con un 8.3/10.0, ganándose el rango de "Grande". El lado positivo de IGN de su examen llamando al juego "un muy sólido, shooter en primera persona bien producido", pero entre sus quejas declararon que: "Querer todavía muestra cierto margen de mejora cuando se trata del diseño de los niveles, los puntos de la IA, y la aplicación de el vasto potencial del concepto Geo-Mod ". IGN dio a Red Faction II un 9.2/10; sin embargo, fueron más negativos acerca de la versión para Microsoft Windows, criticando la media del puerto mirando gráficos y la campaña para un jugador increíblemente corta. Eurogamer ha galardonado al juego con una calificación de 8.10, diciendo que era agradable, pero no es particularmente innovador. Lo recomendaron a los fanes del juego original, mientras que admiten que Red Faction II "no era el mejor ejemplo en su género ya muy competitivo."
Página web Game Rankings muestra las puntuaciones más marginales para la liberación de PC, tan bajas como de 2 sobre 5.